# 終端島
終端島（英語：Terminal Island，又譯為終點島，或直接音譯為特米諾島），是一座位於美國加利福尼亞州洛杉磯縣，夾在洛杉磯港和長灘港之間的半人工島。在加州還是西班牙殖民地的時代西班牙人稱其為好人競賽島（西班牙語：Isla Raza de Buena Gente），在美國接管後改名為響尾蛇島（英語：Rattlesnake Island）。1911年時一家洛杉磯當地的小鐵路公司洛杉磯終點鐵路（Los Angeles Terminal Railway）修築了一條自市區連往島上的路線，並在1918年時根據鐵路線的名稱而更名為終端島。在過去終端島原本只是港口內的一個淤積泥灘，但在數百年的發展之下佔地規模逐漸增加。今日的終端島幾乎都是以人工整地或填海的方式所建造，島上除了一座低戒備度的監獄終端島聯邦教化所之外，幾乎都是工業或港埠相關的設施用地。
行政上，終端島的西半部屬於洛杉磯市聖佩德羅的一部分，其餘區域則屬於長灘市。島上面積為2,854英畝（11.56平方公里/4.46平方英里），在2000年的人口普查時，有人口1467人。

## 外部連結
- Furusato – The Lost Village of Terminal Island Website （页面存档备份，存于）
- California Office of Historic Preservation: A History of Japanese Americans in California: Terminal Island
- The Bridges of Terminal Island (CA 47, CA 103) （页面存档备份，存于）

33°45′25″N 118°14′53″W / 33.756963°N 118.248126°W